# Unturned
『Unturned』（アンターンド）は、カナダのゲームスタジオであるSmartly Dressed Gamesによって開発、発売されたゾンビサバイバルゲームである。
現在Microsoft Windows、macOS、Linux、Xbox One、PlayStation 4、PlayStation 5、Xbox Series X/S、Nintendo Switchで発売されている。

## ゲームシステム
アウトブレイクが起きゾンビが蔓延している世界で、サバイバルをし、生存するのが大まかな目標となっている。
基本的に細かな目標、ストーリーは一切なく、自由に探索しても、ゾンビを倒しても、何をしても良いオープンワールド方式となっている。
プレイヤーはゲームにスポーンされた後、生き残るために水や食料等を探さなければならない。
steamに用意されたワークショップによりmod等の追加もできる。

## 開発
Unturnedはカナダのインディーゲーム開発者であるNelson Sextonによって開発され、2017年7月に製品版としてリリースされた。最初のバージョンはUnturned 1.0で現在のバージョンはUnturned3.0である。また現在新しいバージョンであるUnturned4.0の開発をしている。
2020年7月30日、イタリア・ミラノを拠点とするゲームパブリッシャーの505 GamesはPlayStation 4やXbox Oneで2020年の秋にリメイク版を発売すると発表した。